# Liste du patrimoine immobilier classé d'Estinnes
Cette page regroupe l'ensemble du patrimoine immobilier classé de la commune belge d'Estinnes.
| Objet | Année de construction / Architecte | Adresse                | Section communale       | Coordonnées                      | Numéro d’inventaire | Illustration |
| --- | ---------------------------------- | ---------------------- | ----------------------- | -------------------------------- | ------------------- | --- |
| Chapelle Notre-Dame de Cambron, à Estinnes-au-Mont |                                    |                        | Estinnes-au-Mont        | 50° 24′ 09″ nord, 4° 06′ 06″ est | 56085-CLT-0001-01   | Chapelle Notre-Dame de Cambron, à Estinnes-au-Mont |
| L'église Saint-Martin et son mur de clôture, à Estinnes-au-Val |                                    | Rue de l'Enfer         | Estinnes-au-Val         | 50° 24′ 42″ nord, 4° 06′ 15″ est | 56085-CLT-0002-01   | L'église Saint-Martin et son mur de clôture, à Estinnes-au-Val |
| Site formé par l'endroit dit Le Castelet à Rouveroy |                                    |                        | Rouveroy                | 50° 21′ 05″ nord, 4° 01′ 55″ est | 56085-CLT-0003-01   | Image manquanteTéléverser |
| Les parties des XIIIe au XVIIIe siècle du séminaire de Bonne-Espérance à Vellereille-les-Brayeux                                                                                               |                                    | Rue Grégoire Jurion 22 | Vellereille-les-Brayeux | 50° 23′ 10″ nord, 4° 08′ 31″ est | 56085-CLT-0005-01   | Séminaire de Bonne-Espérance |
| Les façades et les toitures ainsi que le mur de clôture de la ferme de Lobbes sise rue A. Brogniez n°6, à Estinnes (M) et l'ensemble formé par le ferme et l'église voisine (Saint-Martin) (S) |                                    | Rue Arthur Brogniez 6  | Peissant                | 50° 21′ 05″ nord, 4° 07′ 10″ est | 56085-CLT-0009-01   | Les façades et les toitures ainsi que le mur de clôture de la ferme de Lobbes sise rue A. Brogniez n°6, à Estinnes (M) et l'ensemble formé par le ferme et l'église voisine (Saint-Martin) (S) |
| La totalité de l'église Saint-Rémi, à Rouveroy |                                    | Rue Gabrielle Petit    | Rouveroy                | 50° 21′ 27″ nord, 4° 03′ 54″ est | 56085-CLT-0010-01   | La totalité de l'église Saint-Rémi, à Rouveroy |
| L'ensemble des bâtiments de l'ancienne abbaye de Bonne-Espérance y compris la ferme abbatiale                                                                                                  |                                    | Rue Grégoire Jurion 12 | Vellereille-les-Brayeux | 50° 23′ 10″ nord, 4° 08′ 31″ est | 56085-PEX-0001-01   | L'ensemble des bâtiments de l'ancienne abbaye de Bonne-Espérance y compris la ferme abbatiale                                                                                                  |